# Orchids of Borneo
Orchids of Borneo (abreviado Orchids Borneo) es un libro con ilustraciones y descripciones botánicas que fue escrito por el botánico e importante explorador inglés Phillip James Cribb, publicado en 3 volúmenes en los años 1991-1994.

## Publicación
- Volumen n.º 1. Introduction and a selection of species by C.L.Chan ... [et. al.];
- Volumen n.º 2. Bulbophyllum by J. J. Vermeulen by
- Volumen n.º 3. Dendrobium, Dendrochilum and others by J.J.Wood